# Soufrière (Saint Vincent en de Grenadines)
La Soufrière is een actieve stratovulkaan op het eiland Saint Vincent in de Caraïben. De vulkaan is 1234 meter hoog en daarmee de hoogste berg van Saint Vincent en de Grenadines. Er is een kratermeer in de vulkaan. La Soufrière is de jongste vulkaan van het eiland.

## Uitbarstingen
Er waren sterke uitbarstingen van de vulkaan in 1718, 1812, 1902, 1971, 1979 en 2021. De uitbarsting van 7 mei 1902, slechts uren voor de uitbarsting van Mont Pelée op Martinique, had 1.680 dodelijke slachtoffers, bijna allemaal Cariben. Bij de voorlaatste uitbarsting van 1979, die door grote Pyroclastische stromen en aswolken begeleid werd, vielen er geen slachtoffers doordat er voldoende waarschuwingstijd was.
Op 9 april 2021 was de meest recente uitbarsting van de vulkaan. Ook nu werden Pyroclastische stromen en grote aswolken waargenomen, maar vielen er geen gewonden. 
De uitbarsting van april 1812 is verbeeld in een beroemd schilderij van William Turner.

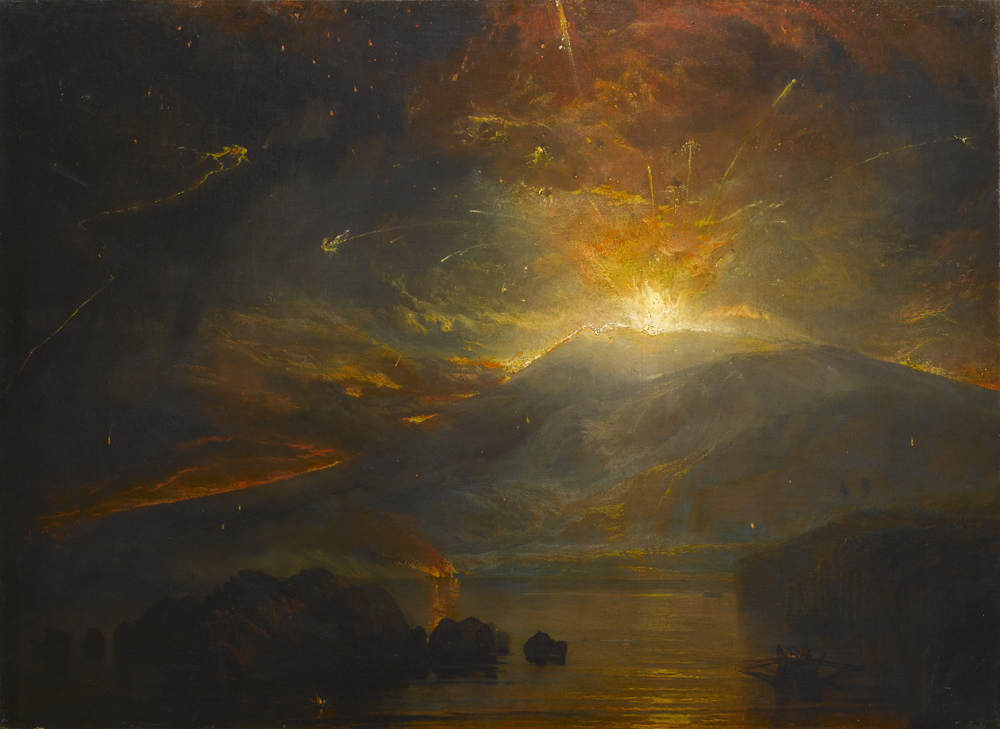
The Eruption of the Soufrière Mountains in the Island of St Vincent, 30 April 1812
(1815), William Turner, VG&M

## Naamgenoten
Er zijn een aantal andere vulkanen in de Caraïben met de naam Soufrière, waaronder Soufrière Hills op Montserrat en La Grande Soufrière op Guadeloupe.